# السيد ومراته في باريس
السيد ومراته في باريس عبارة عن كتاب من إصدار مكتبة مصر للمؤلف بيرم التونسي بالعامية المصرية عام 1986م، وأعيد طباعته للمرة الثانية 2012م هدية مع مجلة الثقافة الجديدة العدد 266.

## المقدمة
منذ عشرين عامًا كنت أحرر إحدى الصحف الأسبوعية وأنا مقيم في فرنسا، وبعد أن أفرغ من موضوعات الجريدة أكمل ما بقي من فراغها بهذه المقالات، وفي اعتقادي أن القراء سيعتبرونها من المواضيع التي تملأ بها الصحف صفحاتها الأخيرة كمقالات الهواة والإعلانات.
و لكن شاء الحظ أن تحظى هذه المقالات دون غيرها بإعجاب القراء ويطبعها صاحب الجريدة في كتاب كهذا ويوزعها.
بل شاء الحظ أيضًا لهذا الكتاب أن تختاره كلية برلين لتدريس اللغة العامية المصرية في قسم اللغات الشرقية لأنها وجدته خير كتاب يصلح لهذا الغرض.
و قد حملني إلحاح الكثيرين في طلب هذا الكتاب على إعادة طبعه بعد أن أعدت النظر إليه ومحوت مالا يتفق مع مستوى الفكر والأدب في زماننا هذا، وأضفت إليه ما فاتني بسبب العجلة في موافاة جريدة أسبوعية بالمادة التي تلزمها.

## المضمون
الكتاب يتناول في الجزء الأول مواقف رجل أخذ زوجتة المصرية البسيطة لفرنسا. يعرض الكاتب عن طريق الزوج «سيد» مقارنات بين مصر وأهلها وفرنسا وأهلها بأسلوب السخرية اللاذعة في بعض الأحيان. يعاب عليه أنه كان دائما في صف الفرنسين ضد المصرين. أغلب السلبيات التي ذكرها موجوده فعلا في المصريين لكن ليس كلها. في الجزء التاني يعودون لمصر بعد أن تشبعت زوجته بالتحضر وتعلق هي على مواقف تحدث في مصر. الكتاب ساخر بقدر كبير يعدك بالكثير من الضحك والقليل من الاستنكار وبعض معرقة حقيقتنا وبعض الحقائق عن الفرنسين.